# 原麗淇
原麗淇（英語：Eugenia Yuan，1976年1月22日—），香港女演員，香港著名藝人鄭佩佩的大女兒，曾和母親合演過武俠片《龍騰虎躍》。有兩位妹妹，三妹原子鏸亦為演員。

## 早年經歷
原麗淇於美國洛杉磯出生，4歲開始習舞，對芭蕾舞、中國舞、爵士舞無一不曉，大學畢業於加州大学洛杉矶分校(俗稱UCLA)語言人類學系；原麗淇曾是美國國家隊的藝術體操隊成員，並曾在8年間代表過美國到澳洲、俄羅斯等地演出。

## 演藝經歷
原麗淇在1999年脫離國家隊後簽約了經理人公司，在美國參與多部獨立制作電影和電視劇。並曾憑《三更之回家》獲得第22屆香港電影金像獎最佳新演員。

## 作品

### 電影
- 2002年：《三更之回家》飾  海兒
- 2002年：《龍騰虎躍》飾
- 2003年：《1:99 電影行動》飾
- 2004年：《見鬼2》飾Sam妻子
- 2007年：《戰‧鼓》飾
- 2010年：《霧》飾
- 2011年：《B+偵探》飾
- 2014年：《青龍複仇》飾Snakehead Mama
- 2016年：《臥虎藏龍：青冥寶劍》飾 九幽女

## 外部連結
- 原麗淇的Instagram帳戶
- 原麗淇在互联网电影资料库（IMDb）上的資料（英文）
- 在AllMovie上原麗淇的頁面（英文）
- 原麗淇在香港影庫上的簡介
- 原麗淇在豆瓣上的资料（简体中文）
- 原麗淇在时光网上的簡介（简体中文）